# Kivinge, Kumla en Jädra
Kivinge, Kumla en Jädra (Zweeds: Kivinge, Kumla och Jädra) is een småort in de gemeente Håbo in het landschap Uppland en de provincie Uppsala län in Zweden. Het småort heeft 103 inwoners (2005) en een oppervlakte van 31 hectare. Eigenlijk bestaat het småort uit 3 plaatsen: Kivinge, Kumla en Jädra.